# کریستاینه پیلکه
کریستاینه پیلکه (آلمانی: Christiane Pielke؛ زادهٔ ۱۲ مهٔ ۱۹۶۳) شناگر اهل آلمان بود.